# کمونه
کمونه کاخی باستانیست که آثار آن با توجه به روند خشکسالی از بستر رودخانه دجله در منطقهٔ کردستان عراق کشف شد.
کاخ شهر کمونه، محتملا کاخی متعلق به امپراطوری میتانی بوده‌است. باستان‌شناسان آجرهایی را پیدا کردند که در میان این اکتشافات، ۱۰ لوح با نوشته‌هایی متعلق به دورهٔ میتانی وجود دارد و الواح نشان می‌دهد که کمون به احتمال زیاد متعلق به شهر باستانی زخیکو (Zakhiku) بوده‌است. در زمان‌های باستان، این کاخ احتمالاً تنها در ۲۰ متری ساحل شرقی رودخانه دجله قرار داشته‌است.